# کوللی‌تپه ۱
کوللی تپه ۱ مربوط به هزاره اول قبل از میلاد است و در شهرستان مراغه، بخش سراجو، دهستان سراجوی شرقی، روستای قاطر گوتوران سفلی واقع شده و این اثر در تاریخ ۲۵ آبان ۱۳۸۷ با شمارهٔ ثبت ۲۳۶۴۰ به‌عنوان یکی از آثار ملی ایران به ثبت رسیده است.